# Wilcza (obwód brzeski)
Wilcza (biał. Вільча; ros. Вильча) – wieś na Białorusi, w obwodzie brzeskim, w rejonie łuninieckim, w sielsowiecie Sinkiewicze.

## Warunki naturalne
Wieś położona jest w pobliżu Słuczy i jej ujścia do Prypeci. Z trzech stron otoczona jest przez Rezerwat Krajobrazowy Środkowa Prypeć.

## Historia
Dawniej majątek ziemski, będący własnością m.in. Radziwiłłów. W dwudziestoleciu międzywojennym chutor i kolonia Wilcza leżały w Polsce, w województwie poleskim, w powiecie łuninieckim, w gminie Lenin (Sosnkowicze), w pobliżu granicy ze Związkiem Sowieckim. Znajdowała się tu wówczas strażnica KOP „Wilcza”.
Po II wojnie światowej w granicach Związku Sowieckiego. Od 1991 w niepodległej Białorusi.
Na przeciwnym brzegu Słuczy położona jest wieś o tej samej nazwie. Miejscowości te zostały przedzielone przez traktat ryski polsko-sowiecką granicą państwową, która w okolicy Wilczy zachowała się do dziś, obecnie będąc granicą obwodów.